# Isortoq (Kujalleq)
Isortoq è un villaggio della Groenlandia di 2 abitanti (gennaio 2005). Si trova a 60°57'N 47°34'O; appartiene al comune di Kujalleq.